# Marat Safin
Marat Mubínovich Safin (en ruso: Марат Мубинович Сафин; Moscú, 27 de enero de 1980) es un extenista ruso, alcanzó la primera posición del ranking mundial durante 9 semanas entre fines del año 2000 y principios de 2001 tras vencer a Pete Sampras en la final del Abierto de los Estados Unidos 2000. También ganó el Abierto de Australia 2005 y alcanzó las finales también de Australia tanto en 2002 como en 2004.
Además ganó 5 torneos Masters 1000 y alcanzó otras 3 finales. En torneos ATP 500 ganó 1 y en ATP 250 7, totalizando 15 títulos ATP y 12 finales. Terminó 3 temporadas entre los Top 5 del ranking, el año 2000, en 2002, y en 2004.
Safin comenzó su carrera profesional en 1997 y logró alcanzar al menos las semifinales en los cuatro torneos de Grand Slam.
Marat fue un tenista muy fuerte físicamente, y en la pista era muy agresivo tanto al saque como a la devolución. Considerado uno de los jugadores más talentosos del circuito, también fue conocido por sus continuas rabietas y desconcentraciones dentro de la pista. Marat tuvo uno de los mejores servicios del circuito, capaz de alcanzar los 230 km/h. Safin fue fundamental en las dos veces que el equipo ruso se alzó con la Copa Davis; en 2002 junto a Yevgueni Káfelnikov como gran referente, y en 2006 junto a un contundente equipo formado por Nikolái Davydenko, Mijaíl Yuzhny, Dmitri Tursúnov e Ígor Andréiev.
Fue el jugador más alto (193 cm) en la historia del tenis en ser número uno del mundo hasta que su compatriota Daniil Medvédev le arrebató este récord siendo este el jugador más alto (198 cm) cuando llegó a ser número uno en marzo de 2022. Además es el tercero más joven en ser número uno del ranking ATP, después de Carlos Alcaraz y de Lleyton Hewitt, por tan solo un mes de diferencia (20 años, 9 meses y 25 días, Hewitt lo fue a los 20 años, 8 meses y 26 días)

## Vida personal
Es el hermano mayor de la también tenista rusa Dinara Sáfina (Dinara Mubínovna Sáfina) (en ruso: Динара Муби́новна Сафина), nacida en Moscú el 27 de abril de 1986. Su padre es Mijaíl Alekséievich Safin, y su madre es Rauza Islánova. 
Su retirada del tenis profesional se produjo el 11 de noviembre de 2009.

## Clasificación histórica
| Torneo             | 2009 | 2008 | 2007 | 2006 | 2005 | 2004 | 2003 | 2002 | 2001 | 2000 | 1999 | 1998 | 1997 | Títulos |
| ------------------ | ---- | ---- | ---- | ---- | ---- | ---- | ---- | ---- | ---- | ---- | ---- | ---- | ---- | ------- |
| Australian Open    | 3R   | 2R   | 3R   | -    | G    | F    | 3R   | F    | 4R   | 1R   | 3R   | -    | -    | 1       |
| Roland Garros      | 2R   | 2R   | 2R   | 1R   | 4R   | 4R   | -    | SF   | 3R   | CF   | 4R   | 4R   | -    | 0       |
| Wimbledon          | 1r   | SF   | 3R   | 2R   | 3R   | 1R   | -    | 2R   | CF   | 2R   | -    | 1R   | -    | 0       |
| US Open            | 1R   | 2R   | 2R   | 4R   | -    | 1R   | -    | 2R   | SF   | G    | 2R   | 4R   | 2R   | 1       |
| Tennis Masters Cup |      | -    | -    | -    | -    | SF   | -    | RR   | -    | SF   | -    | -    | -    | 0       |